# Rajd Barbórka 2019
57 Rajd Barbórka – 57. edycja Rajdu Barbórki. Był to rajd samochodowy rozgrywany od 6 do 7 grudnia 2019 roku. Bazą rajdu było miasto Warszawa. Rajd obejmował sześć odcinków specjalnych. Po raz siódmy z rzędu wygrała załoga Kajetan Kajetanowicz i Maciej Szczepaniak, którzy wygrali dwa z sześciu odcinków specjalnych.

## Lista startowa[2]
Poniższa lista spośród 99 zgłoszonych zawodników obejmuje tylko wybranych zawodników startujących w rajdzie w klasie R1.
| Nr. | Zespół                  | Kierowca             | Pilot                 | Samochód                    | Klasa |
| --- | ----------------------- | -------------------- | --------------------- | --------------------------- | ----- |
| 1   | Lotos Rally Team        | Kajetan Kajetanowicz | Maciej Szczepaniak    | Ford Fiesta WRC             | R1    |
| 2   | Mikko Hirvonen          | Jari Huttunen        | Mikko Lukka           | Hyundai i20 R5              | R1    |
| 3   | Škoda Polska Motorsport | Mikołaj Marczyk      | Szymon Gospodarczyk   | Škoda Fabia R5              | R1    |
| 4   | Tomasz Kuchar           | Tomasz Kuchar        | Daniel Dymurski       | Peugeot 208 RX              | R1    |
| 5   | Stec Rally Rent         | Bryan Bouffier       | Pascal Brodnicki      | Ford Fiesta Proto           | R1    |
| 6   | Wojciech Chuchała       | Wojciech Chuchała    | Sebastian Rozwadowski | Škoda Fabia R5              | R1    |
| 7   | Stec Rally Rent         | Jakub Brzeziński     | Dariusz Burkat        | Ford Fiesta Proto           | R1    |
| 8   | Łukasz Byśkiniewicz     | Łukasz Byśkiniewicz  | Adam Jędraszek        | Hyundai i20 R5              | R1    |
| 9   | Kacper Wróblewski       | Kacper Wróblewski    | Jacek Spentany        | Škoda Fabia R5              | R1    |
| 10  | Zbigniew Gabryś         | Zbigniew Gabryś      | Jakub Gerber          | Hyundai i20 R5              | R1    |
| 11  | Łukasz Kabaciński       | Łukasz Kabaciński    | Michał Kuśnierz       | Ford Fiesta Proto           | R1    |
| 12  | Maciej Lubiak           | Maciej Lubiak        | Anna Lubiak           | Hyundai i20 R5              | R1    |
| 14  | Maciej Oleksowicz       | Maciej Oleksowicz    | Marcin Sienkiewicz    | Subaru Impreza WRC S5 Proto | R1    |
| 15  | Michał Ratajczyk        | Michał Ratajczyk     | Jędrzej Szcześniak    | Mitsubishi Lancer Evo IX    | R1    |
| 16  | Jarosław Szeja          | Jarosław Szeja       | Marcin Szeja          | Subaru Impreza STi N15      | R1    |
| 17  | Artur Rowiński          | Artur Rowiński       | Magdalena Tokarska    | Škoda Fabia Proto           | R1    |
| 18  | Tomasz Gryc             | Tomasz Gryc          | Przemysław Zawada     | Subaru Impreza STi N14      | R1    |
| 19  | Hubert Maj              | Hubert Maj           | Magdalena Kisiel      | Ford Fiesta Proto           | R1    |
| 20  | Marek Nowak             | Marek Nowak          | Adam Grzelka          | Citroën C3 R5               | R1    |
| 32  | Konrad Biela            | Konrad Biela         | Ryszard Ciupka        | Hyundai i20 R5              | R1    |
| 39  | Adrian Chwietczuk       | Adrian Chwietczuk    | Marcin Hinz           | Škoda Fabia R5 evo          | R1    |

## Zwycięzcy odcinków specjalnych
| Dzień     | Numer odcinka | Nazwa odcinka      | Długość | Zwycięzca odcinka    | Samochód        | Czas    | Lider rajdu          |
| --------- | ------------- | ------------------ | ------- | -------------------- | --------------- | ------- | -------------------- |
| 7 grudnia | OS1           | Tor MODLIN I       | 6.23 km | Kajetan Kajetanowicz | Ford Fiesta WRC | 4:53.97 | Kajetan Kajetanowicz |
| 7 grudnia | OS2           | Tor MODLIN II      | 6.23 km | Kajetan Kajetanowicz | Ford Fiesta WRC | 4:54.16 | Kajetan Kajetanowicz |
| 7 grudnia | OS3           | Autodrom BEMOWO I  | 4.12 km | Jari Huttunen        | Hyundai i20 R5  | 3:12.84 | Kajetan Kajetanowicz |
| 7 grudnia | OS4           | Autodrom BEMOWO II | 4.12 km | Jari Huttunen        | Hyundai i20 R5  | 3:10.91 | Kajetan Kajetanowicz |
| 7 grudnia | OS5           | Tor SŁUŻEWIEC I    | 4.25 km | Mikołaj Marczyk      | Škoda Fabia R5  | 2:54.74 | Kajetan Kajetanowicz |
| 7 grudnia | OS6           | Tor SŁUŻEWIEC II   | 4.25 km | Mikołaj Marczyk      | Škoda Fabia R5  | 2:51.77 | Kajetan Kajetanowicz |

## Wyniki rajdu[3]
| Miejsce | Kierowca             | Pilot                 | Samochód                | Czas     | Strata   | Grupa Klasa |
| ------- | -------------------- | --------------------- | ----------------------- | -------- | -------- | ----------- |
| 1       | Kajetan Kajetanowicz | Maciej Szczepaniak    | Ford Fiesta WRC         | 22:13.51 | –        | R1          |
| 2       | Jari Huttunen        | Mikko Lukka           | Hyundai i20 R5          | 22:48.46 | +34.95   | R1          |
| 3       | Mikołaj Marczyk      | Szymon Gospodarczyk   | Škoda Fabia R5          | 22:56.57 | +43.06   | R1          |
| 4       | Bryan Bouffier       | Pascal Brodnicki      | Ford Fiesta Proto       | 23:08.94 | +55.43   | R1          |
| 5       | Łukasz Byśkiniewicz  | Adam Jędraszek        | Hyundai i20 R5          | 23:23.11 | +1:09.60 | R1          |
| 6       | Maciej Oleksowicz    | Marcin Sienkiewicz    | Subaru Impreza S5 Proto | 23:25.98 | +1:12.47 | R1          |
| 7       | Maciej Lubiak        | Anna Lubiak           | Hyundai i20 R5          | 23:30.68 | +1:17.17 | R1          |
| 8       | Kacper Wróblewski    | Jacek Spentany        | Škoda Fabia R5          | 23:54.30 | +1:40.79 | R1          |
| 9       | Wojciech Chuchała    | Sebastian Rozwadowski | Škoda Fabia R5          | 23:54.80 | +1:41.29 | R1          |
| 10      | Marek Nowak          | Adam Grzelka          | Citroën C3 R5           | 23:56.38 | +1:42.87 | R1          |

## Kryterium Asów na Karowej[4]
Odcinek specjalny na ulicy Karowej w Warszawie to zawsze ostatnia próba Rajdu Barbórki, która nie jest zaliczana do klasyfikacji generalnej. W tym roku do startu w kryterium dopuszczonych było 45 załóg.
| Miejsce | Kierowca             | Pilot                 | Samochód                   | Czas     | Strata | Grupa Klasa |
| ------- | -------------------- | --------------------- | -------------------------- | -------- | ------ | ----------- |
| 1       | Kajetan Kajetanowicz | Maciej Szczepaniak    | Ford Fiesta WRC            | 2:11.724 | –      | R1          |
| 2       | Mikołaj Marczyk      | Szymon Gospodarczyk   | Škoda Fabia R5             | 2:12.490 | +0.766 | R1          |
| 3       | Wojciech Chuchała    | Sebastian Rozwadowski | Škoda Fabia R5             | 2:14.964 | +3.240 | R1          |
| 4       | Michał Ratajczyk     | Jędrzej Szcześniak    | Mitsubishi Lancer Evo X    | 2:15.438 | +3.714 | R1          |
| 5       | Tomasz Kuchar        | Daniel Dymurski       | Peugeot 208 RX             | 2:16.981 | +5.257 | R1          |
| 6       | Jari Huttunen        | Mikko Lukka           | Hyundai i20 R5             | 2:17.146 | +5.422 | R1          |
| 7       | Bryan Bouffier       | Pascal Brodnicki      | Ford Fiesta Proto          | 2:17.504 | +5.780 | R1          |
| 8       | Maciej Oleksowicz    | Marcin Sienkiewicz    | Subaru Impreza S5 Proto    | 2:18.334 | +6.610 | R1          |
| 9       | Kacper Terlikowski   | Patryk Rybarczyk      | Mitsubishi Lancer Evo X R4 | 2:18.554 | +6.830 | R1          |
| 10      | Łukasz Kabaciński    | Michał Kuśnierz       | Ford Fiesta Proto          | 2:20.271 | +8.547 | R1          |